# Genade (christelijk geloof)
Genade is de in het christelijk geloof gebruikte uitdrukking voor Gods welwillende toewending tot de mens, die haar hoogtepunt bereikt in de verlossing door Christus.
In de christelijke theologie is genade een van de eigenschappen van God. Het is een spontane, niet verdiende goddelijke gunst. Christenen verstaan er een vrije gave onder, die de mens absoluut niet verdiend heeft.

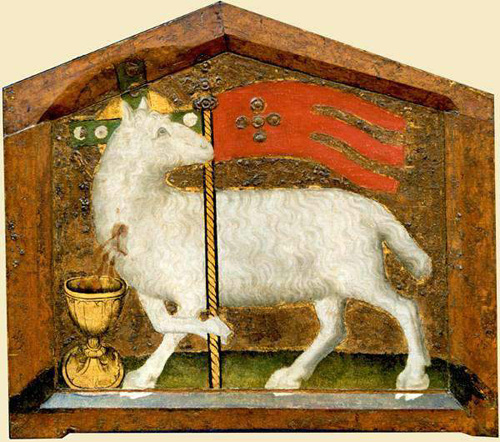
Lam Gods dat de zonden der wereld wegneemt, ca 1365.

## Het woord genade in de Bijbel

### Hebreeuwse Bijbel
Het Hebreeuwse woord voor genade is חֵ֖ן, ẖen; begenadigen is ẖanan. Deze woorden komen 78 keer in de Hebreeuwse Bijbel voor. Een woord dat enige verwantschap heeft met dit begrip is ẖesed, "gunstbewijs", "goedertierenheid", "trouw". We vinden het vaak in combinatie met emet, "waarheid", "betrouwbaarheid". ẖesed en emet zijn termen uit het verbond: wie ẖesed bewijst, doet ruimhartig wat de ander nodig heeft. In de NBG 1951 wordt ẖesed slechts vijf keer met 'genade' vertaald, in de Statenvertaling slechts één keer. In de Septuagint, de Griekse vertaling van de Hebreeuwse Bijbel, is ẖesed vaak vertaald met έλεός, eleos, "barmhartigheid".
In Psalm 51:3 smeekt David God hem zijn zonde te vergeven:
Wees mij genadig (ḥān·nê·nî), God, in uw trouw ( kə·ḥas·de·ḵā) (NBV)

### Nieuwe Testament
Genade is in het Nieuwe Testament een belangrijk begrip. Het woord genade of een afgeleide daarvan wordt 147 keer aangetroffen, verspreid over bijna alle boeken van het Nieuwe Testament. In het Grieks van het Nieuwe Testament is het voor 'genade' gebruikte woord χαρις, charis; dit kan ook in bredere zin een gunst betekenen en is verwant aan χαρα, chara, "blijdschap". Onder een charisma verstaat de Bijbel een gift die de Heilige Geest de gelovigen toebedeelt naar hij wil. Griekse brieven begonnen vaak met χαιρε, chaire, "wees blij".

### Paulus

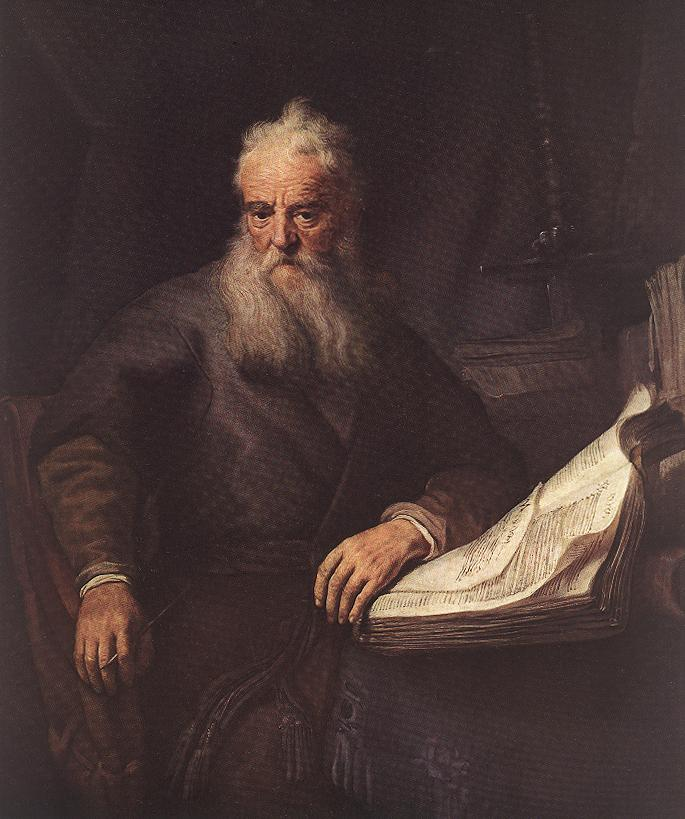
Paulus, Rembrandt (1633 of 1635)

De apostel Paulus gebruikte in zijn brieven vaak χαρις, charis, "genade" en voegde daar vaak ειρενε, eirene, "vrede"  aan toe:
Genade zij u en vrede van God, onze Vader, en van onze Heer Jezus Christus ...— Galaten 1:3
Paulus brengt het begrip 'genade' gepassioneerd naar voren in Galaten en werkt het systematisch verder uit in Romeinen. Volgens Paulus was de mens ten dode opgeschreven door zijn zonde. God echter toonde zijn liefde aan de mens, door Christus te laten sterven en weer verrijzen. Als mensen zich verbinden met Christus krijgen zij een nieuw leven. Symbolen waarmee Paulus dit duidelijk tracht te maken, zijn de rechter die een schuldige rechtvaardig verklaart; de offerdienst in het oude Israël, waarbij een dier geslacht werd voor de zonden van een mens, Christus die op de slavenmarkt de zijnen vrijkoopt, en twee vijanden die vrede sluiten. God is dus niet genadig omdat mensen zich aan de wet houden, God is genadig, omdat Hij de mensen liefheeft.
Door de eeuwen heen hebben meerdere christelijke denkers en schrijvers Paulus herontdekt en het begrip genade weer naar voren gebracht: Augustinus van Hippo, Maarten Luther; John Wesley, Karl Barth, Watchman Nee. Zij vertellen allemaal hun eigen persoonlijke ervaring met de brief van Paulus aan de Romeinen, die ze er toe bracht over dit onderwerp te gaan preken en te schrijven.

## Theologie
Rechtzinnige christenen leren dat het initiatief in de relatie tussen God en mens altijd van God uitgaat en berust op zijn genade. De verschillende stromingen verschillen in hun opvattingen of de mens Gods genade kan weerstaan. Het orthodoxe calvinisme leert van niet; een uitverkoren mens kan de aangeboden genade niet weerstaan. In evangelische kringen wordt meer de nadruk gelegd op de eigen keuze en de eigen verantwoordelijkheid van de mens.
Door de eeuwen heen hebben verschillen van inzicht in het begrip genade scheidend gewerkt:
- tussen katholicisme en protestantisme:

De Rooms-Katholieke Kerk kent de sacramenten een bijzondere betekenis toe, waardoor de gelovigen deel krijgen aan genade. De protestantse kerken (er)kennen deze betekenis van de sacramenten niet op dezelfde manier. Zowel in de rooms-katholieke als in de protestantse theologie is het geloof belangrijk in de werking van de sacramenten en het ontvangen van de genade hierdoor.  De (klassieke) protestantse theologie zal meer (de prediking van) het Woord van God benadrukken als het middel bij uitstek dat de genade meedeelt, de rooms-katholieke theologie zal eerder het sacrament op die plaats zetten. 
- tussen calvinisme en arminianisme:

Arminianen geloven dat Gods genade de mens in staat stelt om te geloven waarbij het aan de mens zelf is om ook daadwerkelijk te gaan geloven of niet, calvinisten geloven dat het daadwerkelijk geloven en ontvangen van zaligmakende genade niet afhankelijk is van de wil van de mens, maar dat de genade de wil van de mens bevrijdt zodat hij of zij ook genade wil ontvangen.
- tussen rechtzinnige en vrijzinnige christenen.

Volgens de theoloog Charles C. Ryrie, kent de moderne vrijzinnigheid de mens overdreven mogelijkheden toe om zelf zijn lot te beslissen en verlossing te bereiken zonder Gods noodzakelijke genade.

## Genade in de oosterse christenheid
Volgens de oosterse kerk is genade het ongeschapen licht van God. De sacramenten worden gezien als middel om deel te krijgen aan de Goddelijke genade; want God werkt uitsluitend via zijn Kerk. Genade is God zelf aan het werk; niet een geschapen stof die naar believen kan worden ingezet. Er wordt geen onderscheid gemaakt tussen doodzonden en kleinere zonden, en er is geen vagevuur en geen “schat der kerk”. De oosterse kerk benadrukt het werk van de Heilige Geest in het leven van de gelovige en legt de nadruk op ascese, bijvoorbeeld door vasten en gebed. Niet om zonden van vroeger te verzoenen of om verdiensten op te bouwen, maar als middel tot geestelijke discipline, om een volgende keer sterker te staan bij verzoeking en om geen slaaf te worden van zijn lusten.
De oosters-orthodoxe kerken zeggen dat mensen in eerste instantie genade nodig hebben om verlost te worden, maar dat er geen sprake is van totale verdorvenheid; er blijft een morele en verstandelijke mogelijkheid binnen de mens die niet door de zonde is aangetast en die moet samenwerken met Goddelijke genade om verlost te worden. Het westen noemt deze opstelling semi-pelagianisme. In de praktijk is het dezelfde opstelling als het Arminianisme, al geloven Arminianen wel in de totale verdorvenheid van de mens.

## Genade in het Rooms-katholicisme
Genade is meer dan dat God ons in liefde aanziet, meer dan zijn gunsten of ontferming: het is het Goddelijke leven zelf dat het mogelijk maakt dat Christus in en door ons werkt.
Door Adams val waren we de verbinding met deze genade kwijt en van God gescheiden. Door genade kunnen mensen weer deel krijgen aan de Goddelijke natuur (2 Petrus 1:4). Rechtvaardiging (God rekent de mens zijn zonden niet toe) is alleen mogelijk door genade, door een geloof dat uitwerkt in liefde. Het belangrijkste kenmerk van genade is, dat het een vrije gave is die ons, zo leert de Rooms-Katholieke Kerk, wordt aangeboden door de sacramenten, in het bijzonder door de doop, de eucharistie en de absolutie.
Een mens verdient geen heiligmakende (zie hieronder) genade, hij heeft er geen recht op; maar kan wel als beloning actuele genade ontvangen, die hem verder brengt op de reis naar de volmaakte hemelse heiligheid.

### Heiligmakende en actuele genade
Rooms-katholieke theologen onderscheiden verscheidene vormen van genade; de voornaamste zijn: de heiligmakende genade en de actuele genade.
- Heiligmakende genade is het goddelijke leven dat onze ziel binnenstroomt als God ons rechtvaardig verklaart (ons onze zonden niet toerekent); dat gebeurt meestal bij de doop. Heiligmakende genade verandert de zondaar door de Geest in een kind van God. Deze genade blijft werkzaam in onze ziel, tenzij wij door een doodzonde God verwerpen. God is echter oneindig barmhartig en de heiligmakende genade kan dan ook weer hersteld worden door het sacrament van de biecht.
- Actuele genade komt in de vorm van gaven die je in bepaalde omstandigheden nodig hebt. Het doel van actuele genade is om de heiligmakende genade daar werkzaam te laten zijn waar ze eerder niet was, en ze te laten blijven waar ze reeds werkzaam is.

Zowel heiligheid als het zijn van een kind van God zijn geheel afhankelijk van de heiligmakende genade. Wanneer men zonder verdere toevoeging van genade spreekt, bedoelt men heiligmakende genade.

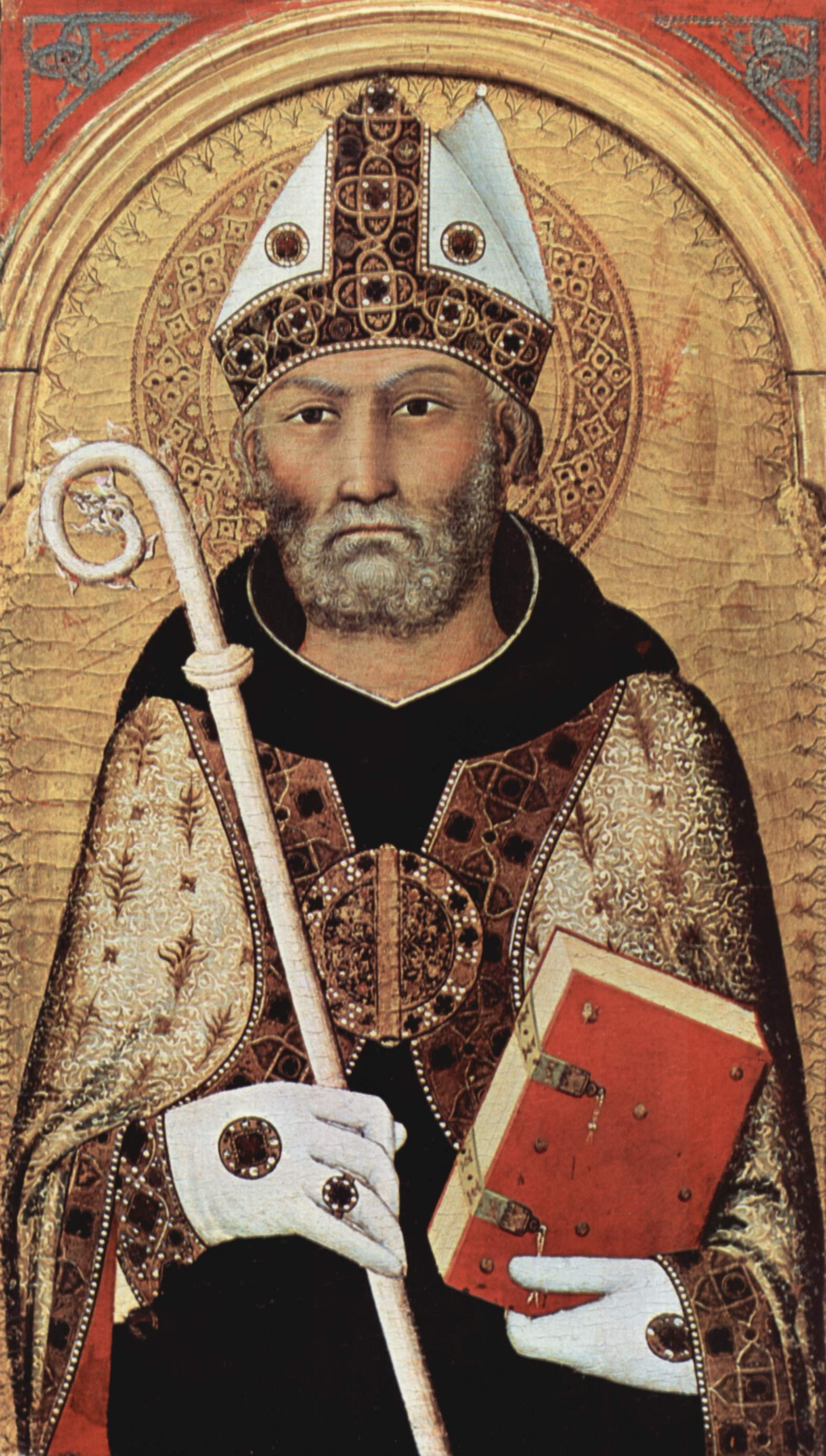
Augustinus van Hippo (354-430)

### Onweerstaanbare genade
Zowel Augustinus als Thomas van Aquino stellen dat een goed begrip van genade niet tegenspreekt dat de mens een vrije wil heeft. Want een mens met genoeg wilskracht om Gods genade te weerstaan, zal dat juist door de inwerking van die genade niet willen.
Het dubbelzinnige dogma van de onweerstaanbare genade leidde in de 5e eeuw tot het belangrijke debat tussen Augustinus en Pelagius en in de 16e – 17e eeuw tot de instelling van de Congregatio de Auxiliis, een commissie voor hulp, omdat de Jezuïeten het bestaan ervan ontkenden, terwijl de Augustijnen en de Dominicanen dit wel leerden. Het debat was onderdeel van de contrareformatie en zou herleven in de gesprekken tussen de Jansenisten en de Jezuïeten. Gedurende de gehele 17e eeuw verbood de paus, teneinde de vrede te bewaren, publicaties over onweerstaanbare genade.

### Pelagius in discussie met Augustinus
Pelagius, een kluizenaar, naar gezegd wordt een Brit van geboorte, hield zich bezig met de menselijke morele verantwoordelijkheid enerzijds en Gods almacht anderzijds. Hij hamerde erop dat de mens een vrije wil heeft en dus kan kiezen tussen goed en kwaad. Pelagius ontkende dat de erfzonde Gods genade in Adams nakomelingen teniet had gedaan. De mensheid was dus in staat te doen wat goed is, zich uit eigen kracht te bekeren en haar eigen verlossing te bewerken. Met een geweldige inspanning is het in het aardse lichaam al mogelijk volmaakt te zijn op moreel gebied.

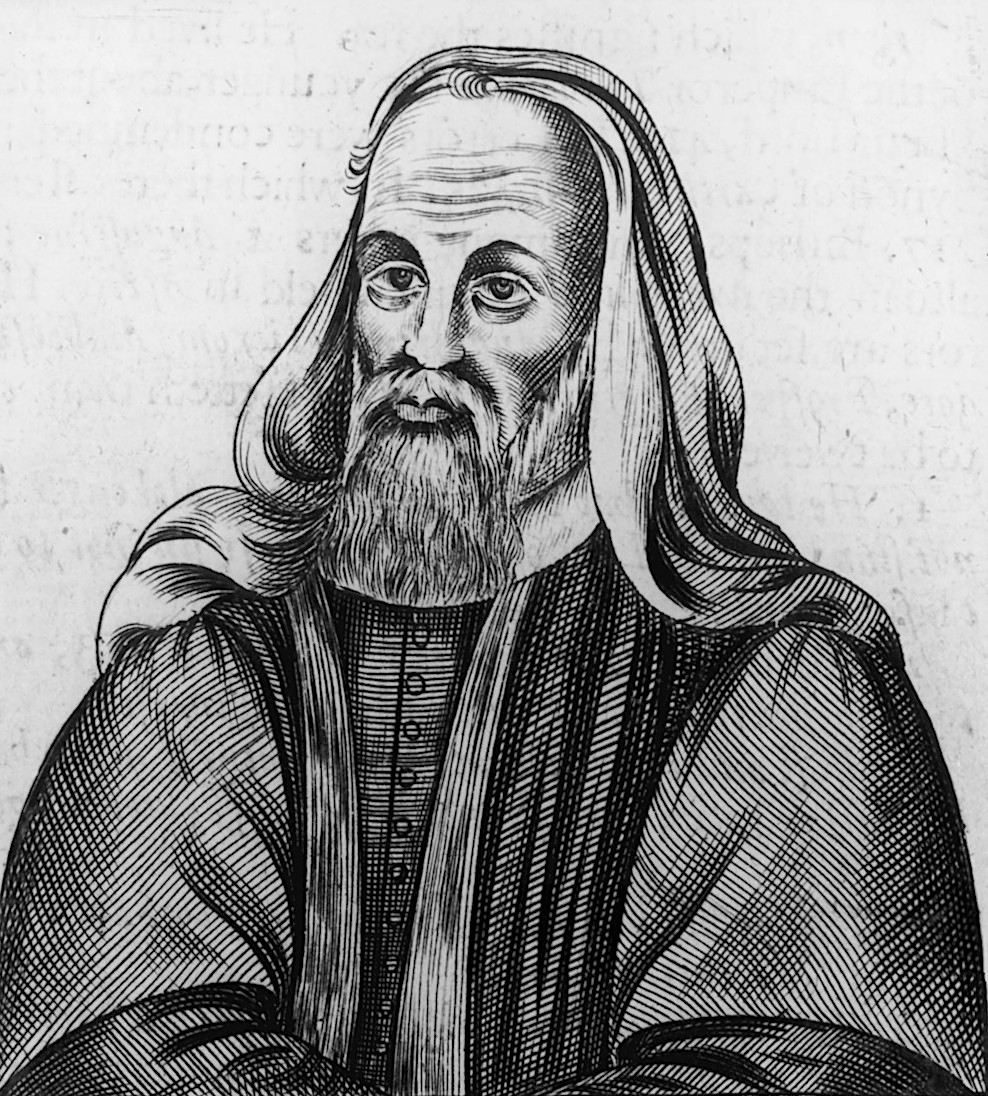
Pelagius (360-435)

Pelagius' geloof is op het eerste gezicht optimistisch, maar belast in de praktijk gewone stervelingen veel te zwaar, vond Augustinus. Belangrijker nog vond hij dat de visie van Pelagius niet duidelijk maakte waarom Christus moest sterven voor wie zijn zonden dan ook; als de mensen zichzelf kunnen verlossen, was de verzoening aan het kruis op zijn best een goed voorbeeld.
De erfzonde heeft volgens Augustinus Gods genade uit de menselijke ziel doen verdwijnen, hoe rechtvaardig ze zich ook gedragen; hun goede daden zullen hen nooit acceptabel maken voor de oneindige heiligheid van God. De mensheid is een massa peccati, een berg zonden; de mens kan zichzelf net zomin met genade vullen als een leeg glas zichzelf kan vullen.
We hebben wel een vrije wil (liberum arbitrium) in de zin dat we zelf verantwoordelijk zijn voor ons gedrag, maar we hebben geen echte vrijheid (libertas); we zijn niet vrij van zonde, want zonde zit in elke keus die we doen. Alleen vanuit Gods soevereine keus om ons genade te schenken, wordt verlossing mogelijk.
Vooral op het aandringen van Augustinus is het Pelagianisme in 418 veroordeeld door het Concilie van Carthago.

### Genade en goede werken

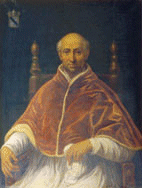
Paus Clemens VI (1342-1352)

In de Middeleeuwen beschouwde men in de westerse christenheid genade als een soort geestelijk wisselgeld, dat de Kerk kon uitkeren via de sacramenten. In aanvulling op deze heiligmakende genade kon je gunsten van God verkrijgen als beloning voor goede werken. Het concilie van Trente sprak uit dat gelovigen die de Goddelijke wet geheel na hadden geleefd, het eeuwig leven hadden verdiend. Zonden maakten echter dat iemand schulden had bij God, ze verminderden niet alleen je verdiensten, maar doofden ook de heiligmakende genade in de ziel van de gedoopte gelovige. Dit kon worden hersteld door penitentie (boetedoening). In de ergste gevallen betrof het hier doodzonden. Minder grote zonden doen afbreuk aan je verdiensten, je goede werken. Gelovigen die bij de eindafrekening schulden hadden gingen naar de hel, terwijl diegenen die onvoldoende verdiensten hadden om naar de hemel te gaan, naar het vagevuur moesten, waar ze konden werken om hun schuld af te betalen. Gelukkig waren er heiligen geweest die tijdens hun aardse leven meer goede werken hadden verricht dan nodig waren om naar de hemel te gaan. Dit was de Schat der Kerk. De Kerk kon deze extra verdiensten inzetten om haar berouwvolle zondaren tegemoet te komen. Paus Clemens VI maakte dit dogma bekend in 1343.

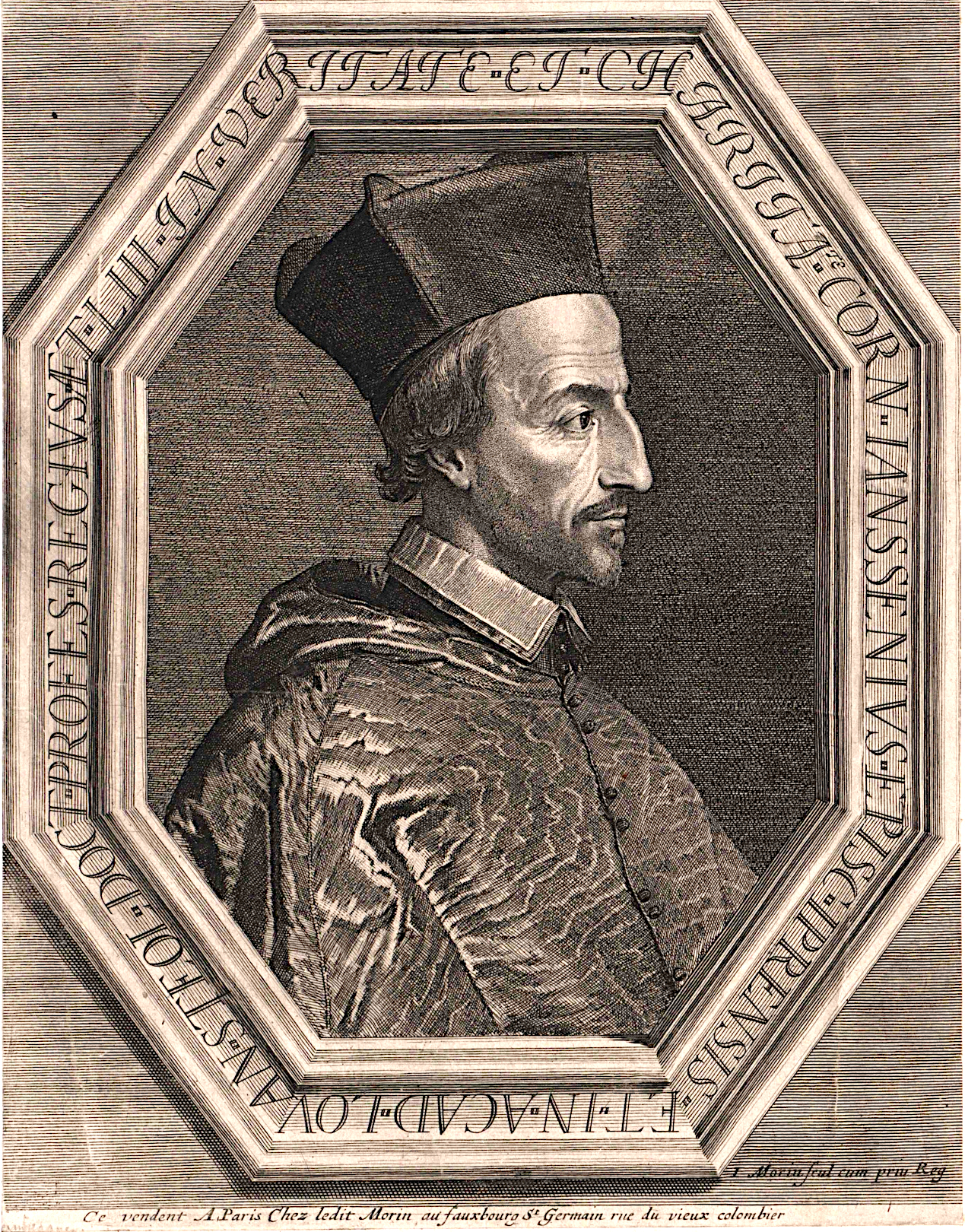
Cornelius Jansen (1585-1638)

### Het Jansenisme tegen de Jezuïeten
Ongeveer terzelfder tijd dat Calvinisten en Arminianen hun discussie voerden over de betekenis van genade in het protestantisme, werd ongeveer zo’n debat gevoerd tussen de Jansenisten en de Jezuïeten. In het boek over Augustinus dat Cornelius Jansen in 1640 liet verschijnen, probeerde hij de katholieke theologie opnieuw te funderen op de basis van erfzonde, menselijke verdorvenheid, noodzaak van Goddelijke genade; en uitverkiezing, zoals hij die aantrof in de werken van Augustinus.
De Jansenisten geloofden dat ze lid waren van een uit de wereld geroepen kerk, en verbonden zich met elkaar in instellingen als de Port-Royal conventen, waar ze tot een grotere geestelijke diepgang probeerden te komen. Blaise Pascal bekritiseerde de morele slapheid die hij bij de Jezuïeten meende waar te nemen. De Jansenisten, een minderheid in de kerk, werden eind 17e-begin 18e eeuw veroordeeld als ketters.

## Genade in de protestantse Reformatie
Genade is in de kerken uit de reformatie een kernbegrip; genade is een van de "drie (of vijf) sola's": sola fide (alleen door het geloof); sola gratia (alleen door genade) en sola scriptura (alleen de Schrift). (In een andere versie ook nog; Solo Christo (alleen door Christus) en Soli Deo gloria (alleen aan God de eer)).

### Maarten Luther

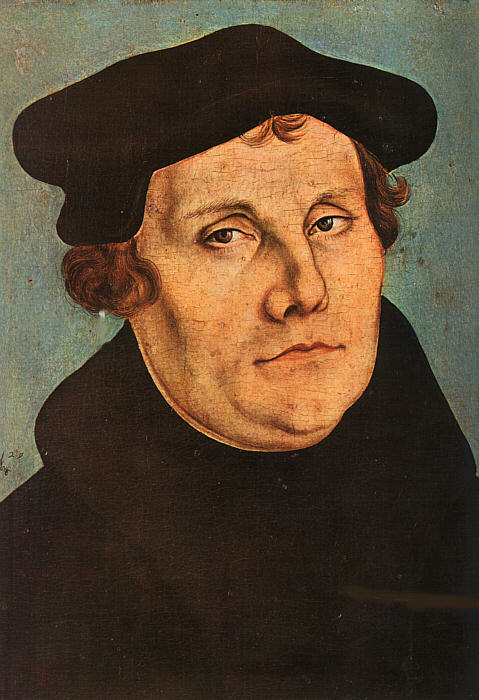
Maarten Luther (1483-1546)

De 95 stellingen die Maarten Luther op 31 oktober 1517 op de deur van de slotkapel van Wittenberg spijkerde waren een protest tegen de doorgeschoten nadruk op de sacramenten en de leer van de schat der Kerk van de Middeleeuwse Kerk. Luthers actie was uitgelokt door de komst van Johann Tetzel, die namens het Vaticaan 'aflaten verkocht. Geld geven aan de Kerk was, zo werd verteld, een goed werk dat de verdiensten van de gelovige zou vergroten. Bovendien was de Kerk bereid om een deel van haar geestelijke schat te verkopen voor aards goud. Luther beschouwde dit als een te koop aanbieden van verlossing en was zeer verontwaardigd. Het leidde ertoe, dat in de theologie de nadruk weer meer kwam te liggen op de visie op genade zoals Paulus die ín het Nieuwe Testament beschrijft.
Luther leerde dat een mens niets kan doen om aanvaardbaar te zijn in het licht van Gods rechtvaardigheid en zijn oneindige heiligheid. Als God alleen maar rechtvaardig zou zijn en niet ook genadig, dan zouden ook de beste mensen de hel verdienen. Onze beste bedoelingen zijn nog aangetast door onze zondige natuur. Vanuit het Calvinisme is de term totale verdorvenheid hiervoor afkomstig.
Alleen door geloof (sola fide) en alleen door genade (sola gratia) kunnen mensen verlost worden. Goede werken doen christenen uit dankbaarheid naar hun Verlosser, maar je kunt er je redding niet mee verdienen. In Luthers leer van Verlossing is geen ruimte voor verdienste.
Een mens kan alleen behouden en verlost worden door totaal onverdiende genade. Niemand kan er recht op laten gelden; het is Gods mildheid dat Verlossing, behoud, mogelijk is.
In het Lutheranisme is er geen sprake van verdienste, maar is ieder mens geestelijk failliet; en is de oplossing om af te zien van de eigen verdiensten, maar te vertrouwen op God. Teruggrijpend op Augustinus en op Paulus leert het Lutheranisme dat de mens niet zozeer rechtvaardig wordt gemaakt, maar rechtvaardig wordt verklaard; de mens wordt als het ware bedekt met de rechtvaardigheid van Christus. De schuld is door Jezus betaald met zijn eigen bloed.

### Calvinisme en arminianisme

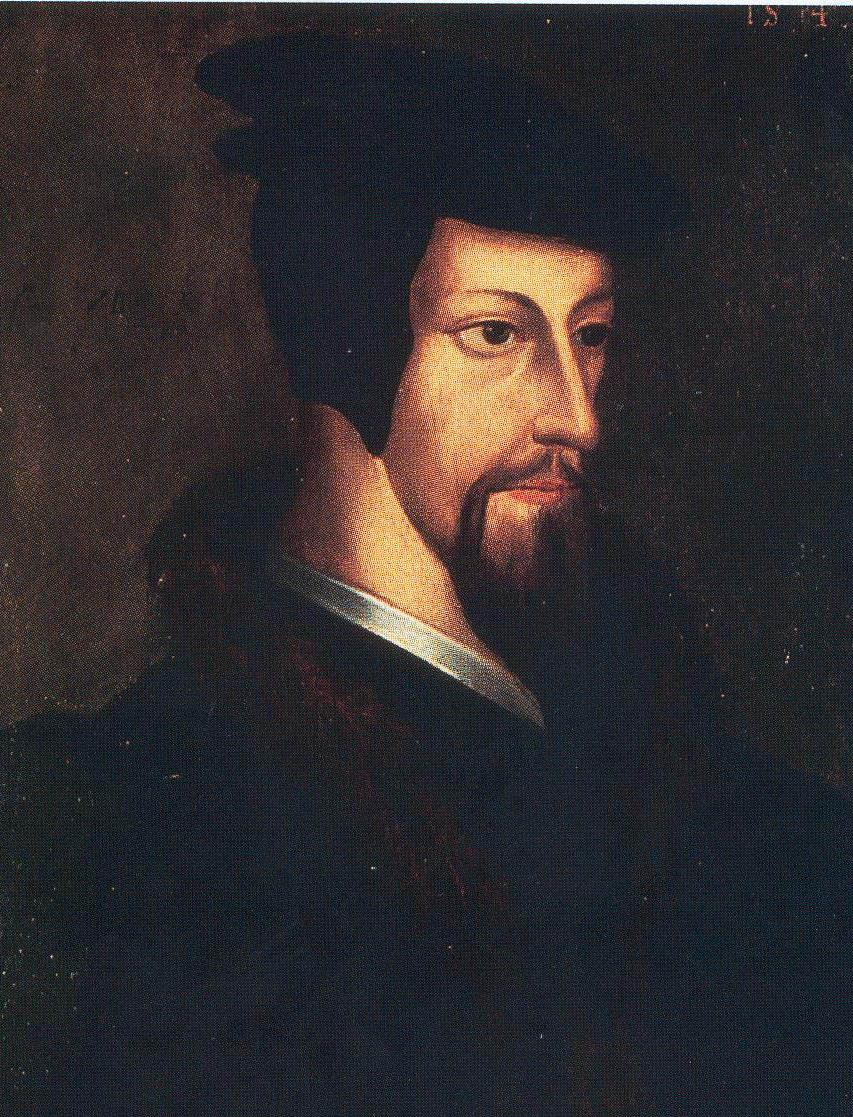
Johannes Calvijn (1509-1564)

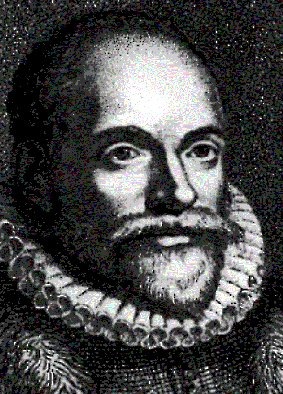
Jacobus Arminius (1560-1609)

Het calvinisme verbond de opvatting van Luther dat de mens niets kan bijdragen aan zijn verlossing met de leer van de uitverkiezing of predestinatie. Het goede nieuws dat God de gift van behoud vrijelijk schenkt aan wie gelooft, wordt in deze leer verduidelijkt door de gedachte dat hij die gave aan anderen kan weigeren. Calvijn wilde de gelovigen zekerheid bieden dat God ze daadwerkelijk zou redden. Hij leerde de volharding der heiligen, dit houdt in dat God degenen die hij heeft uitverkoren ook zal redden. Zowel de huidige als de uiteindelijke toestand van iemands ziel zijn alleen bekend bij God. Deze leer vertoont duidelijke parallellen met de leer van de onweerstaanbare genade die in de zeventiende eeuw voor een groot conflict binnen de katholieke kerk zorgde.
Jacobus Arminius, hoogleraar aan de Leidse Universiteit, stelde dat Gods uitverkiezing van mensen mede gebaseerd was op hun geloof dat hij van tevoren voorzien had. Volgens zijn tegenstanders, van wie zijn collega Franciscus Gomarus de belangrijkste was, zette hij hiermee de deur open voor een rol van de mens ten koste van de genade van God als enige bron van de verlossing. Waar Arminius poogde de kerkmensen aan te sporen om toch vooral actief te geloven stelden zijn tegenstanders dat hij hierdoor de mensen alleen maar in onzekerheid bracht doordat het behoud daardoor net als bij de katholieken weer van de inzet van feilbare, zondige mensen zou afhangen. De Synode van Dordrecht (1618–1619) verwierp de opvatting van Arminius en zijn volgelingen zoals dezen die hadden samengevat in de Vijf artikelen van de remonstranten. Als reactie hierop formuleerde de Synode de Dordtse Leerregels. Deze worden vaak samengevat als:
1. Totale verdorvenheid
2. Onvoorwaardelijke uitverkiezing
3. Beperkte verzoening
4. Onweerstaanbare genade
5. Volharding der heiligen[9]

De volgelingen van Arminius verenigden zich hierna in de Remonstrantse broederschap, een open kerkgenootschap, dat tegenwoordig als vrijzinnig protestant te kenmerken is. In hun geloofsbelijdenis komen de woorden uitverkiezing en genade niet meer voor.

### De Nadere Reformatie

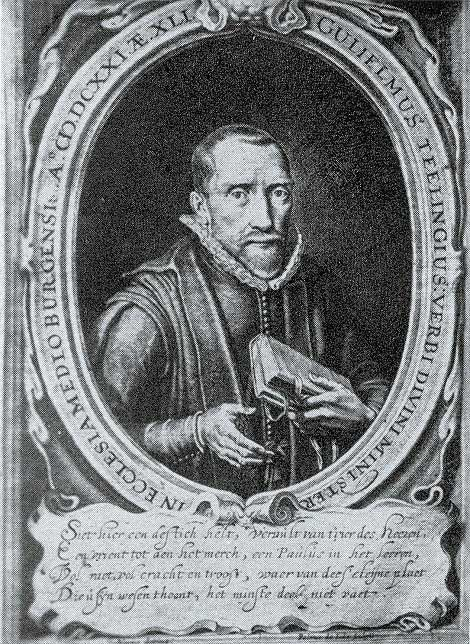
Willem Teellink (1579-1629); Zijn geschrift Philopatris uit 1608 geldt wel als begin van de Nadere Reformatie.

Met de Synode van Dordrecht was de uitverkiezing een onomstreden leerstuk geworden binnen het Nederlandse Calvinisme. Waar de uitverkiezing het antwoord was op de vraag hoe een mens zeker kon zijn van zijn behoud, verschoof hierdoor de aandacht naar de vraag hoe een mens zeker kon zijn van zijn uitverkiezing.
Een stroming binnen de gereformeerde kerk die hier in het bijzonder mee bezig was, wordt tegenwoordig vaak aangeduid als Nadere Reformatie omdat zij naast de hervorming van de kerkleer ook een verdere (= nadere) reformatie van het leven van de gereformeerden wilden. Zij wezen daarbij op tal van zonden, van overspel tot het vieren van Sinterklaas en stelden dat, hoewel goede werken niet bijdragen tot de verlossing van de mens, deze toch nog steeds door God geboden waren. Bovendien was het leven volgens Gods richtlijnen een belangrijk teken dat men uitverkoren kon zijn. Een belangrijke grondlegger van deze stroming was Willem Teellinck die vanaf 1608 een groot aantal stichtelijke werken publiceerde.
Tegen het eind van de zeventiende eeuw werd de strikte levensstijl die de Nadere Reformatie voorstond het kenmerk van een kleine subcultuur binnen de gereformeerde kerk. Deze fase wordt wel aangeduid als gereformeerd piëtisme. De beweging richtte zich minder op de hervorming van de gehele kerk en meer op het innerlijk van de gelovigen en de kleine kringen waarin dezen bij elkaar kwamen. Ook de manier waarop men probeerde zekerheid over de eigen uitverkiezing te krijgen veranderde. In plaats van uit het juiste gedrag leidde men dit steeds meer af uit godsdienstige gevoelens en de religieuze ervaringen (bevinding) die men had meegemaakt. Deze ervaringen werden gesystematiseerd tot vaste stadia die de gelovige moest doorlopen. Waar dit systeem oorspronkelijk de mensen houvast moest geven veranderde het tot een keurslijf, dat verder en verder werd uitgewerkt om tegemoet te komen aan de steeds opnieuw opkomende onzekerheden van de kerkmensen.
Deze stroming bestaat nog steeds, de bevindelijk gereformeerden namen en nemen niet zo maar aan dat ze gelovig en behouden zijn. Deze gelovigen stemmen doorgaans op de SGP en wonen vooral in de Bijbelgordel. Zij waarschuwen voor goedkope genade. Volgens hen moet iemand eerst zijn eigen totale zondigheid ervaren hebben voordat God hem kan bekeren. Daarna dient hij ook zeker ervan te zijn dat de verlossing door Christus ook voor hen persoonlijk geldt, waarvoor weer een aparte ervaring nodig is. In deze kerkgenootschappen gaat dan ook slechts een kleine minderheid van de leden aan het Avondmaal, dat immers alleen voor de gelovigen is ingesteld.

### Abraham Kuyper en de algemene genade

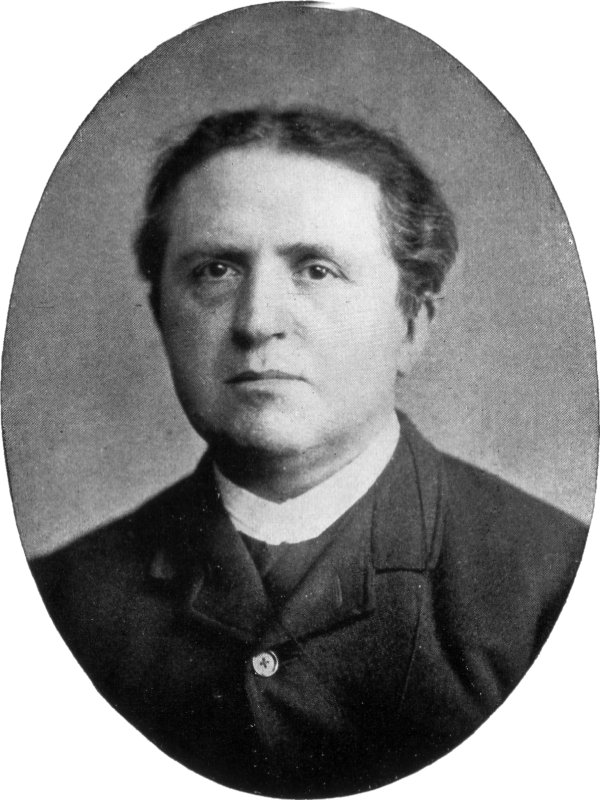
Abraham Kuyper (1837-1920)

In de negentiende eeuw onderscheidde de Nederlandse neocalvinistische theoloog en oprichter van de Gereformeerde Kerken in Nederland, Abraham Kuyper (1837-1920), twee vormen van genade. De meest gangbare invulling dat Gods genade betrekking had op het eeuwig behoud van mensen noemde hij bijzondere of particuliere genade. Daarnaast werkte hij in drie dikke boeken het begrip gemeene gratie of algemene genade uit, de genade waardoor God de wereld ook na de zondeval nog in stand hield. Deze genade was gebaseerd op het verbond dat God na de zondvloed met Noach gesloten had. Dit hield meteen ook in dat er in de wereld nog veel goeds was. Kuyper kon daardoor open tegenover de moderne wereld staan en was behalve in de kerk, ook actief als politicus, krantenuitgever en stichter van een universiteit.
Niet alle gereformeerde theologen waren het eens met Kuyper. De leider van de vrijgemaakten, Klaas Schilder (1890-1952), bijvoorbeeld stelde dat Gods genade mensen betrof, zodat er geen ruimte was voor een algemene genade. Hij baseerde de maatschappelijke verantwoordelijkheid van de gereformeerden liever op de cultuuropdracht die God na de schepping en voor de zondeval aan de mens had gegeven dan op het verbond met Noach.

### De Anglicaanse Kerk en John Wesley

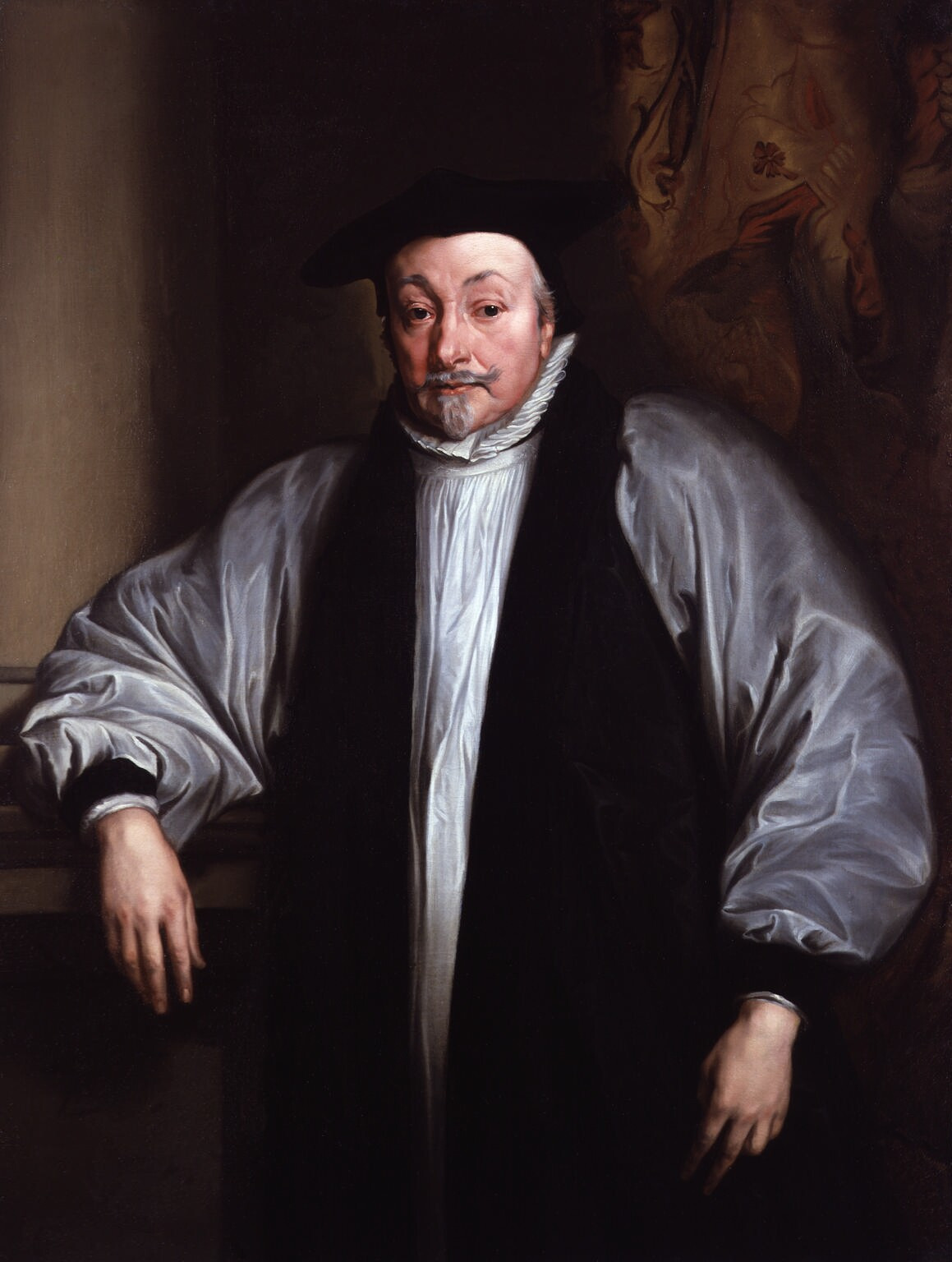
William Laud (1573-1645)

In het Verenigd Koninkrijk en de Anglicaanse Kerk ontstond in de 17e eeuw eveneens een conflict rond het arminianisme. William Laud (1573-1645) was arminiaans wat zijn visie op genade betreft, en trachtte als bisschop van Londen en vanaf 1633 als aartsbisschop van Canterbury de orthodox-calvinistische puriteinen het zwijgen op te leggen. In de aanloop naar de Engelse Burgeroorlog echter kregen deze puriteinen, zoals Oliver Cromwell, de macht en werd William Laud in 1645 geëxecuteerd, mede vanwege zijn loyaliteit aan de in 1649 eveneens onthoofde koning Karel I. In 1660 werden de oude verhoudingen weer hersteld. William Laud en zijn opvattingen worden zowel in de Engelse als in de Amerikaanse anglicaanse kerk in ere gehouden.

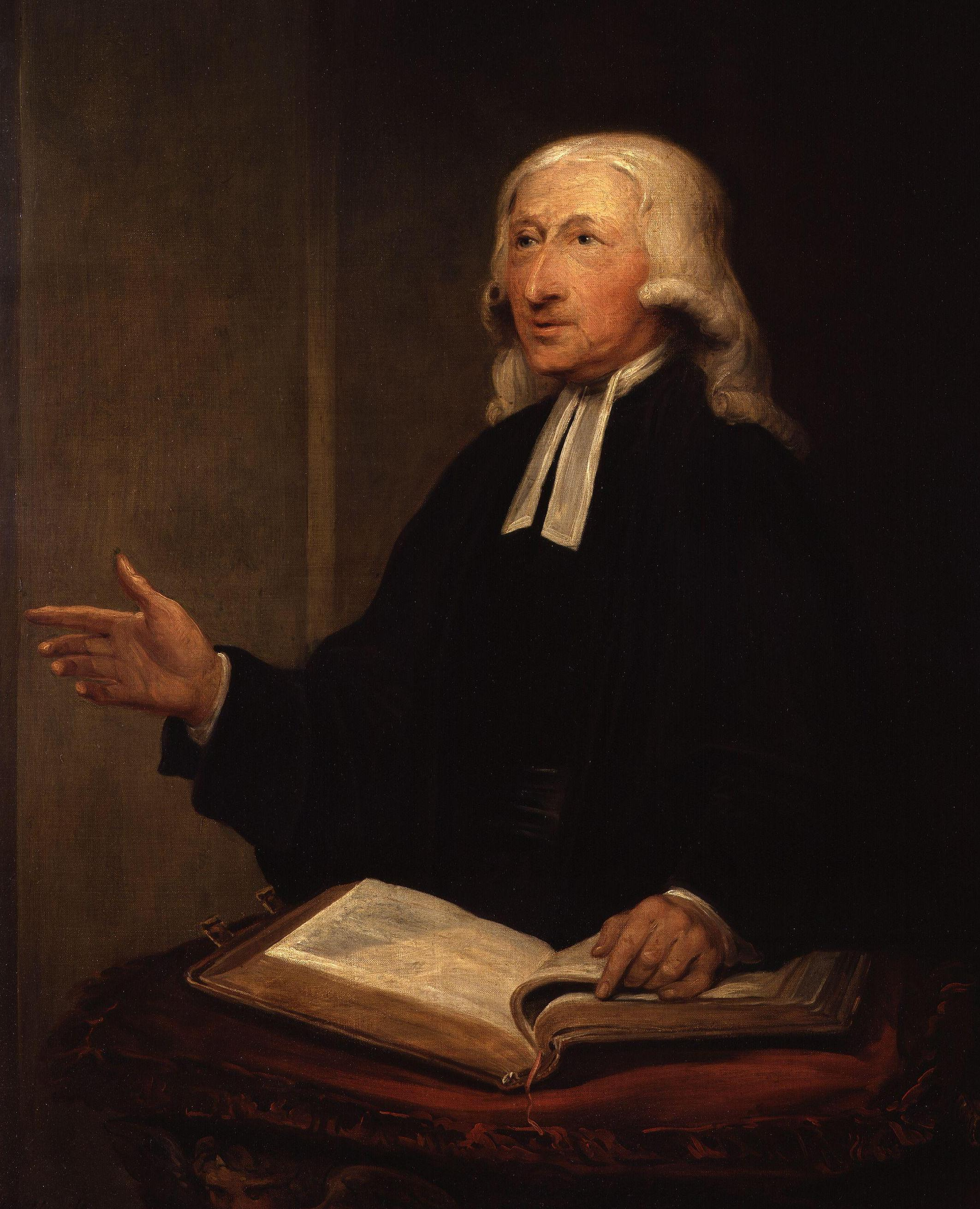
John Wesley (1707-1788)

De Engelse prediker John Wesley is zelf zijn leven lang lid gebleven van de Anglicaanse Kerk, al werd hij de oprichter van de Methodisten en was zijn invloed daarbuiten nog groter. Wesley verwierp de doctrine van de uitverkiezing, met name waar die leert dat God tevoren mensen heeft bestemd voor verwerping. Hij zette zijn gedachten hierover op begrijpelijke wijze uiteen in de preek Vrije genade, die hij in 1740 in Bristol hield.
Volgens Wesley maakt iemand die zich bekeert en Christus aanneemt, niet zichzelf rechtvaardig door een beslissing van zijn wil, maar zijn geloof en bekering een teken van vertrouwen in God dat Hij de gelovige rechtvaardig zal maken. Wesley sprak van vóórkomende genade (“prevenient grace”): God doet de eerste stap voor de redding van de mens, maar een mens kan daar wel of niet positief op reageren.
John Wesley onderscheidt drie soorten genade van God:
1. Prevenient grace: Vóórkomende genade is aangeboren. "Wesley geloofde dus niet in de volkomen verdorvenheid van de mens. Prevenient betekent eerder komend. Wesley geloofde dat ieder kind geboren werd met een beetje genade, net genoeg om Gods rechtvaardigmakende genade te aanvaarden.
2. Justifying grace: Rechtvaardigmakende genade wordt vaak "bekering" of "wedergeboorte" genoemd. Gods rechtvaardigmakende genade brengt "nieuw leven in Christus." Wesley geloofde dat mensen een vrije keus hebben: Gods genade aannemen of verwerpen. Wesley omschreef justifying grace als volgt: "De genade of liefde van God, die de oorsprong is van onze redding, is geheel gratis en beschikbaar voor iedereen."
3. Sustaining grace: Ondersteunende of dragende genade. Wesley geloofde dat wanneer iemand Gods genade geaccepteerd had, hij of zij verderging in Gods dragende of ondersteunende genade. Wesley geloofde niet in de ‘eeuwige zekerheid’ van de gelovige; niet in ‘eens gered, altijd gered’. Hij geloofde dat ook gelovige mensen verkeerde keuzes kunnen maken, waardoor ze kunnen terugvallen of terugzakken. Wesley leerde dat je niet Gods redding kon claimen en tegelijkertijd kon blijven zondigen, of zonder vrucht blijven. Wesley onderwees dat christengelovigen deel moeten nemen aan genademiddelen.[15] en moeten blijven groeien in het leven van de christen.[16]

Wesley had meer succes met zijn verwerping van het calvinisme dan Arminius had gehad, met name in de VS, waar zijn visie zich verspreidde via de prediking van de opwekkingen daar (First en Second Great Awakening).
John Wesley was geen volgeling van Arminius; diens werk had geen aanwijsbare invloed op hem. Toch koos Wesley de term "arminianisme" om onderscheid te maken. Velen vinden evangelisch arminianisme de beste term voor de theologie van Wesley.

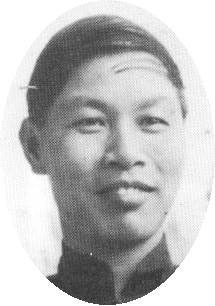
Watchman Nee (1903-1972)

### Evangelische prediking
Hoewel George Whitefield en Jonathan Edwards orthodoxe calvinisten waren, is de Evangelische prediking wat uitverkiezing en genade betreft, vooral beïnvloed door de gedachten van John Wesley. De prediking door evangelische gemeenten, pinksterbeweging en vrije groepen heeft arminiaanse trekken: men predikt meestal, dat wie gelooft, behouden wordt, en dat de mens een vrije keuze heeft om voor Jezus te kiezen.
Een voorbeeld was de Chinese Bijbelleraar, voorganger en martelaar Watchman Nee. Hij was van mening dat God het initiatief neemt om de mens te redden, maar dat Hij de mens daar een vrije keuze in geeft.
De grondslag van de Evangelische Alliantie spreekt van
de verlossing van de zondaar door het vergoten bloed van Jezus Christus, Gods Zoon en zijn rechtvaardiging uit genade, niet door werken maar door het geloof in Hem en:
Na de bekering woont Gods Geest in de gelovige, die het verstand verlicht, de wedergeboorte werkt, en in de gelovige woont, waardoor deze in staat wordt gesteld een heilig leven te leiden en te getuigen en te werken voor de Here Jezus Christus.
Men ziet het dus als verantwoordelijkheid van de gelovige om met God mee te werken.

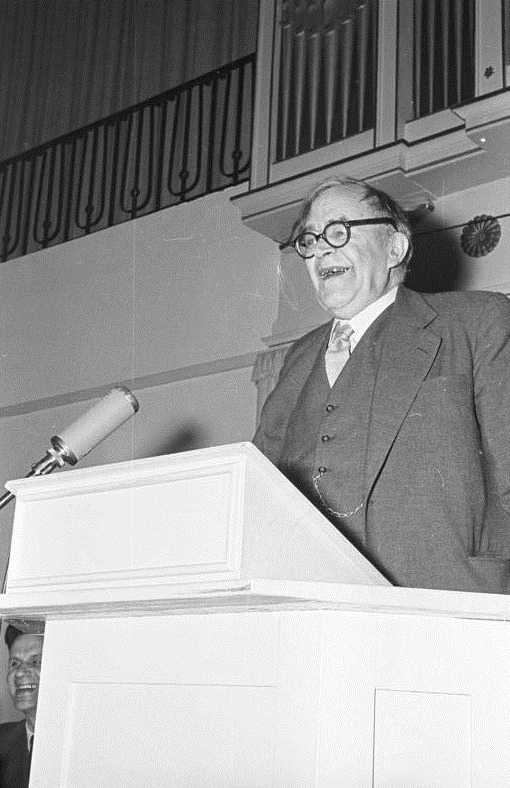
Karl Barth (1886-1968)

### Karl Barth en de neo-orthodoxie
Volgens de 20e-eeuwse Zwitserse theoloog Karl Barth kun je het vraagstuk van de uitverkiezing niet buiten Christus om benaderen. Barth redeneert als volgt: aan het kruis was Christus de verworpene. En omdat hij smetteloos was, maar daar geen beroep op deed, neemt God ons in Christus in genade aan. Volgens Barth dient genade vooral troost met zich mee te brengen. Barth ontkent dat er twee groepen mensen zijn (de uitverkorenen en de verworpenen). Er is immers maar één raadsbesluit,
namelijk om in Christus de hele wereld te verwerpen en in Christus de hele wereld in genade aan te nemen.
Omdat Christus God is, is het mogelijk te zeggen:
- God heeft ervoor gekozen de vriend en partner van de mens te zijn.
- God koos ervoor Christus, zichzelf, op te geven voor de verlossing van de mens,
- God koos ervoor de kosten en de pijn voor die verlossing op zich te nemen,
- God koos ervoor de verwerping die de zonde met zich meebracht, zelf te dragen.[21]